# Hydraena insita
Hydraena insita är en skalbaggsart som beskrevs av Armand D'Orchymont 1932. Hydraena insita ingår i släktet Hydraena och familjen vattenbrynsbaggar. Inga underarter finns listade i Catalogue of Life.